# 妳是我眼中的蘋果
是一部2025年的韓國青春愛情電影，改編自台灣作家九把刀的同名半自傳小說。该片由趙永明執導，這是他首次執導的長篇電影作品，同時也是2011年台灣同名電影《那些年，我們一起追的女孩》的翻拍版本。電影由韩国女团TWICE成員多賢與前韩国男团B1A4隊長振永主演，講述不成熟的男主角鎮宇在18歲時，花費無數日子鼓起勇氣向他的初戀對象善雅告白的故事。
該片於2024年10月3日在第29届釜山国际电影节舉行全球首映，韩国院线于2025年2月21日正式上映。

## 故事大綱
鎮宇是一名調皮搗蛋、成績吊車尾的高中生。他和他那群正在經歷青春期風風雨雨的死黨們，各有不同的興趣與煩惱，但他們卻有個共通點——全都對班上的女神「善雅」暗戀不已。善雅是個氣質出眾、成績優異的模範生，對這群男孩來說，她就像是遙不可及的夢。
某天，因為在課堂上惹事，鎮宇被老師處罰要坐到善雅前面，而善雅則被指派要「盯著他」。一開始兩人都很不情願，但沒想到這個懲罰卻意外地拉近了他們的距離。有一次善雅忘了帶課本，鎮宇主動把自己的課本借給她，還幫她頂罪。善雅對他的行為感到意外，也開始對這個平常吊兒啷噹的男孩另眼相看。
在課本裡，善雅發現了鎮宇畫的插畫和寫下「我沒有夢想」的筆記，這讓她產生了興趣。她開始主動接近鎮宇，兩人逐漸變得熟絡。善雅努力幫助鎮宇準備考試，鼓勵他找回夢想；鎮宇則視這為難得的機會，認真念書只為更接近她。之後他考出好成績，甚至自誇自己是個「被埋沒的天才」。
兩人還打了一個小賭注：若是鎮宇考得比善雅高，善雅就要放下她那一成不變的馬尾；若是她贏了，他就要剃光頭。結果善雅贏了，鎮宇真的剃了頭，讓善雅笑到不行。但隔天，鎮宇驚訝地發現善雅也守信放下了馬尾，顯得更加迷人。
兩人的感情逐漸升溫。隨著畢業腳步逼近，他們開始準備大學考試。鎮宇認為善雅一定會考上首爾的名門大學，為了能留在她身邊，他更加努力讀書，最後真的考上了首爾的大學。
就在他準備開心慶祝時，善雅的一通電話卻打碎了他的夢——她在大學考試時失誤，沒能考上理想的學校，情緒陷入低谷。
雖然兩人分隔不同地區的大學，他們仍試著維繫聯繫，但隨著時間推移，沒有說出口的情感與逐漸累積的誤會，最終讓他們走向分離。這是一段青澀卻刻骨銘心的初戀，也是一個關於青春、遺憾與成長的故事。

## 製作
2024年5月，JYP娛樂宣布多賢將擔任韓國版《那些年，我們一起追的女孩》的女主角，他們表示：「我們已收到出演邀約，並正在積極討論中。」同時，振永的經紀公司Management Run也確認了他將出演本片。在主要演員陣容確定後，電影於2024年6月初正式開拍。

## 發行
電影於2024年10月3日在第29屆釜山國際電影節「韓國電影的今日—全景」單元進行全球首映，韩国院线定于2025年2月21日正式上映。2025年2月18日，車庫娛樂宣布本片在台灣地區的正式譯名定為《妳是我眼中的蘋果》，將於3月上映。此外，該片海外发行权已成功售至印尼、新加坡、馬來西亞、泰國等8個國家和地区。